# Майкъл Харт (политолог)
 Тази статия е за политолога.  За американския общественик вижте Майкъл Харт.  
Майкъл Харт (на английски: Michael Hardt) е американски литературовед и политолог, професор по сравнително литературознание към Университета „Дюк“.

## Биография
Роден е в Бетезда през януари 1960 г. Харт изучава първо инженерни науки в Пенсилвания. След като завършва сравнително литературознание в Сиатъл през 1983 г., той заминава за Франция, където под ръководството на Антонио Негри пише своята дисертация „Италия през 70-те години“. Прави докторат върху философията на Жил Дельоз, който впоследствие е издаден като книга. Член е на международния редакторски комитет на изданието Множества (Multitudes).
Сътрудничеството му с Антонио Негри има решаваща роля в неговата кариера. Издадената в 2000 г. Империя има широк отзвук, надхвърлящ академичните теоретизирания. В 2004 г излиза нейното продължение „Множества: война и демокрация в епохата на империята“ (Multitude: War and Democracy in the Age of Empire ), в което мнозина виждат „Комунистическия манифест на XXI век“. Произведението представлява „марксически анализ на капитализма, отношенията между класите и критика на политикономия в съвременната епоха, когато всички форми на труд се пролетаризират“, казва Негри. В 2009 г. излиза трета книга от този цикъл Commonwealth.
Междувременно Майкъл Хардт сътудничи и с други именити философи като Джорджо Агамбен и Паоло Вирно, а през в 2023 издава  собствената си работа The Subversive Seventies 